# Camptopterohelea javanensis
Camptopterohelea javanensis är en tvåvingeart som beskrevs av Wirth och Yuiti Wada 1979. Camptopterohelea javanensis ingår i släktet Camptopterohelea och familjen svidknott. Inga underarter finns listade i Catalogue of Life.